# Mitología nahua de la Huasteca

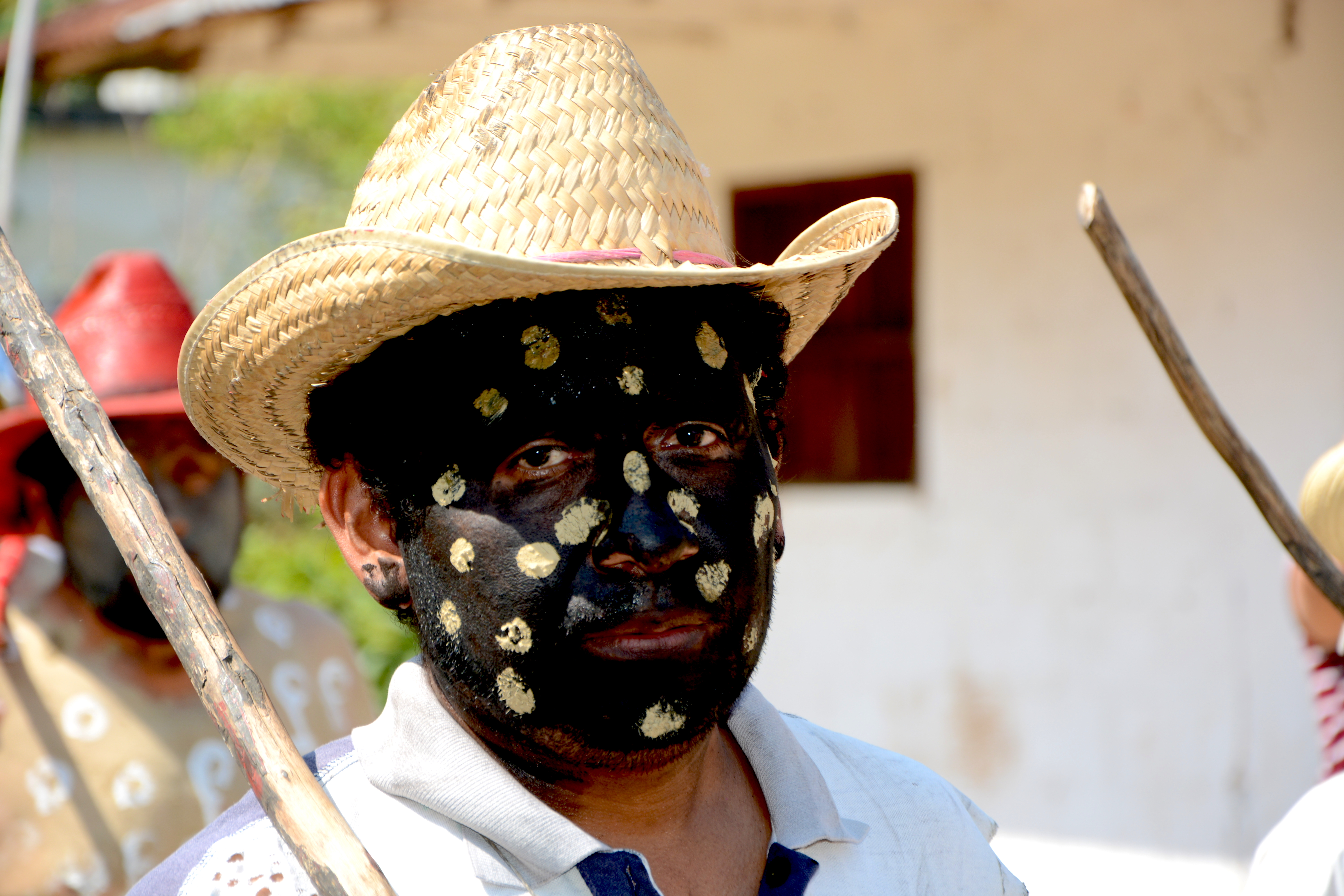
Fiesta en honor al regreso de Tlacatecólotl en la Huasteca.

La mitología nahua de la Huasteca es el conjunto de mitos y leyendas nahuas tradicionales vigentes en la Región Huasteca, conocidos principalmente a través de la tradición oral en la ciudad de Chicontepec. La cosmovisión de los nahuas de la Huasteca es el referente de su comportamiento, vinculando expresiones del imaginario colectivo con la vida y la sociedad.
Tanto los rituales como la mitología y teogonía muestran el efecto causado por la represión religiosa de la época virreinal, pues se originaron a partir del sincretismo de la religión católica con las creencias prehispánicas de la región.
Persiste la división dual del Semanawaktli, el cual es un concepto presente en la tradición religiosa de Mesoamérica en general. En la educación actual de la Huasteca, se presentan diferencias entre la educación nacional (eurocéntrica) y la educación endógena (nahua).

## Visión del mundo
En la cosmovisión nahua huasteca, el universo es imaginado como un gran rombo conformado por tres planos escalonados superpuestos (supramundo, mundo e inframundo). A los lados del universo se encuentran las diferentes posiciones del sol, llamadas tonatinkalli (casa del sol).

### Supramundo
El supramundo o Ilhuicactli (del náhuatl: Ilwikaktli ‘plano celeste’‘ilwikatl, el cielo; -k, locativo’) se compone de siete capas, cada una albergando diferentes tipos de fenómenos naturales y entidades sobrenaturales.
- Ehecapan: En esta capa se encuentran los ehekameh benignos y malignos.
- Ahhuechtlah: Donde se encuentra el rocío.
- Mixtlah: Donde están las nubes y el granizo.
- Citlalpan: Es el lugar de las estrellas.
- Tequihuahtlah: Donde habitan los tlamokwitlawianih (guardianes).
- Teopanco: Es el lugar de los totiotsitsin (divinidades).
- Nepancailhuicac: Es el límite y punto más alto del plano celeste.

Se cree que entre el plano celeste y el terrestre hay un lago de agua cristalina con un árbol llamado yolkakwawitl (árbol de la vida) cuya función es amamantar a los bebés difuntos.

### Mundo
El mundo o Tlaltepactli (del náhuatl: Tlaltepaktli ‘plano terrestre’‘tlalli, tierra; -ikpak, encima de’) es el eje central del universo, el cual es sostenido por horcones o tlaketsalmeh, los cuales se encuentran sobre el cuerpo de Cipactli. Es la superficie terrestre, donde habitan los hombres, las plantas, los animales, las rocas y las aguas terrestres y marinas, además de algunas deidades, como Tlaltenana y Tlaltetata.

### Inframundo
El inframundo o Mictlan (del náhuatl: Miktlan ‘lugar de los muertos’‘mikki, muerto; -tlan, lugar de’) está conformado por cinco capas donde habitan seres y deidades. También recibe los nombres de Tlaltzintlan y Yohualcalco.
- Tlaquetzallah: Es el lugar de los horcones que sostienen la tierra; era el suelo de la humanidad anterior.
- Cipactlah: Donde habita el monstruo Cipactli.
- Tlalhuitzoctlah: Es una capa donde viven los tlalwitsokmeh (gusanos).
- Tzitzimitlah: Es el lugar en el que habitan las tsitsimimeh.
- Miccapantli: La capa más baja del Mictlan, donde habitan Miquiztli y Tlahuelíloc.

Debajo del inframundo hay un ultramundo llamado Tzopilotlacualco, aunque ambos mundos no están conectados, pues se cree que existe un vacío entre estos. La luna, en su recorrido alrededor de la tierra, se queda a descansar cada medianoche en el ultramundo durante 20 días.

## Historia de la creación
Según la mitología, han existido cinco humanidades diferentes. La primera surgió a partir de una pareja que fue hecha con barro y se alimentaba de piedras y tierra, pero fue destruida por tēkwanimeh (animales salvajes). La segunda estaba hecha de papel y se alimentaba de corteza de árbol y fue destruida por huracanes. La tercera fue hecha con madera de cedro y se alimentaba de ojite, pero fue destruida por fuego. La cuarta surgió de tubérculos cocidos, pero como se alimentaban de lo que estaban hechos, fue destruida por inundaciones como castigo por su práctica de canibalismo.
Antes de crear otra humanidad se organizó el Cemanahuactli y se hizo un nuevo Tlaltepactli. Después, Tonatih y Metztli se sacrificaron para convertirse en el Sol y la Luna, respectivamente. Ompacatotiotzin juntó a los dioses en Postectitla para repartir los oficios de cada uno. Habiendo organizado todo, estos finalmente crearon una quinta humanidad, a la cual pertenecen los humanos actuales. Se hizo la primera pareja de estos humanos a partir de huesos, pasta de maíz, amaranto y frijol.

## Panteón nahua
Las divinidades se clasifican en diversas categorías de acuerdo con sus respectivos mundos.

### Celestes
- Ompacatotiotzin (del náhuatl: Onpakatotiotsin ‘divinidad doble’‘onpa, doble; totiotsin, divinidad’): El dios vinculado al nacimiento y origen de las divinidades, los hombres y el mundo. En el comienzo de los tiempos reunió las deidades en el cerro de Postectitla distribuyendo sus deberes.
- Chicomexóchitl (del náhuatl: Chikomexochitl ‘Siete flor’‘chikome, siete; xochitl, flor’): Divinidad de la fertilidad vegetal y humana.
- Macuilxóchitl (del náhuatl: Makwilxochitl ‘Cinco flor’‘makwilli, cinco; xochitl, flor’): Divinidad de la fertilidad.
- Tonatih (del náhuatl: Tonatiw ‘el sol’‘tona, hacer calor; -tiw, va a hacer’): Encargado de iluminar el día, lo que logra con ayuda de la magia de Tlacatecólotl. Se entronizó en Tzoahcalli y realizó un autosacrificio para el nacimiento del Sol.
- Metztli (del náhuatl: Mētstli ‘la luna’): Ayuda a su esposo Tlacatecólotl vigilando la conducta de los humanos. Realizó un autosacrificio para el nacimiento de la Luna.
- Tlacatecólotl (del náhuatl: Tlakatekolotl ‘hombre búho’‘tlakatl, hombre; tekolotl, búho’): Vigilante de la conducta de los humanos junto con su esposa Metztli. Es la deidad del equilibrio, es un tlamatiketl (sabio) y su morada es Xochicoatepec, la cual visita por la noche, ya que por el día asiste a Tonatih en Tzoahcalli. Es muy importante su presencia en los rituales. Además, es una de las divinidades más temidas, pues da riqueza de la misma forma que la arrebata y suele provocar discordia y enemistad. Su tonal es el búho y posee un espejo luminoso en Xochicoatepec. Los ritualistas que lo ven aseguran que va vestido de los colores amarillo, rojo, blanco y negro y otras telas azules y verdes.[6]
- Ehécatl (del náhuatl: Ehekatl ‘viento’): Es hermano gemelo de Tlacatecólotl y, por lo tanto, hijo de Tenantzitzímitl. Fue embrujado por su hermano, por lo que se marchó a Tuxpan y de allí al Golfo, mar adentro, para no volver.
- Tlitl Xahuantzin (del náhuatl: Tlitl Xawantsin ‘fuego ardiente’‘tlitl, fuego; xawani, arder bien’): Divinidad del manejo del fuego.

### Terrestres
- Tlaltenana (del náhuatl: Tlaltēnanan ‘madre tierra’‘tlalli, tierra; nanan, madre’): Madre tierra.
- Tlaltetata (del náhuatl: Tlaltētatah ‘padre tierra’‘tlalli, tierra; tatah, padre’): Padre tierra.
- Tepetlácatl (del náhuatl: Tepetlakatl ‘señor del cerro’‘tepetl, cerro; tlakatl, hombre’): Divinidad que habita las colinas.
- Tecohmilli (del náhuatl: Tekohmilli ‘señor de la milpa’‘tekohtli, señor; milli, milpa’): Divinidad de las milpas.
- Íchcatl (del náhuatl: Ichkatl ‘algodón’): Divinidad del tejido, la indumentaria y la ropa.

### Acuáticos
- Atl (del náhuatl: Atl ‘agua’): Divinidad de las aguas terrestres y de las lluvias.
- Apanchaneh (del náhuatl: Apanchaneh ‘habitante del agua’‘apan, donde mana agua; chaneh, habitante’): Es la tutelar principal del agua. Posee un conjunto de entidades para administrar las aguas y castigar a los hombres que no le dan un uso adecuado. Se dice que es de piel blanca, con cola de pescado y pelo largo.

### Inframundo
- Miquiztli (del náhuatl: Mikistli ‘muerte’): Divinidad de la muerte y patrón de los difuntos. Habita en el Miccapantli, la última capa del Mictlan.
- Tlahuelíloc (del náhuatl: Tlawelilok ‘perverso’): Advocación de Tlacatecólotl asociada a lo satánico. Se identifica como una entidad maligna que odia a la gente, la asusta y le destruye las milpas. Por sus acciones es considerado patrono de los mestizos. Se dice que es alto, rojo, con cola y cuernos, lleva un tridente y come lumbre.

## Entidades sobrenaturales

### Tzitzimimeh
Las tsitsimimeh son criaturas que se dedican a asustar a las personas. Se trata de los espíritus de las mujeres fallecidas durante el parto. Son lideradas por Tenantzitzímitl, una mujer que se había estado convirtiendo en una tzitzímitl en vida debido a su amargura. Según los mitos, las seis hermanas de Tenantzitzímitl fallecieron en el parto, por lo que su madre, sumergida en la tristeza, también murió. A las tres semanas de la muerte de su madre, esta y sus hermanas, ya convertidas en las tzitzimimeh, se le aparecieron en un sueño a Tenantzitzímitl, nombrándola su jefa.

### Ehecameh
Los ehekameh son espíritus que se encuentran constantemente en las mentes de las personas y son omnipresentes. Suelen tener diferentes nombres, como Xochiehekatl (viento florido), Chikome Ehekatl (siete viento) o Tlatōkxochiehekameh (vientos policromados de cultivo), siendo este último un nombre que enfatiza el daño a los cultivos por parte de estos espíritus.
Se clasifican en siete colores, los cuales están asociados con siete respectivos reinos del universo. De esta forma, se conoce su tipo y su lugar de origen. Los blancos provienen del Miktlan; los amarillos y los rojos, del Ilwikaktli; los negros, los morados y los rosados, del Tlaltepaktli, y los azules y los verdes, del Apan.

#### Blancos
- Mictlan Tlazolli Ehécatl (del náhuatl: Miktlan Tlahsolli Ehekatl ‘viento sucio del inframundo’): Un espíritu del inframundo asociado a la suciedad y la basura.

#### Amarillos
- Tónal Ehécatl (del náhuatl: Tonalli Ehekatl ‘viento del sol’): Viene del Sol, pero vive en las rocas. Cuando alguien dice algo malo se libera al aire para causar enfermedad y miseria. Lleva ropa espinosa, la cual causa dolor cuando entra en el cuerpo de su víctima.
- Tónal Ehécatl: Es liberado al aire cuando una persona pierde los estribos. Se representa con cuernos de animales, una corona puntiaguda, ropa espinosa y botas.

#### Rojos
- Tlazolli Ehécatl (del náhuatl: Tlahsolli Ehekatl ‘viento sucio’): Viaja en el viento buscando víctimas. Se encuentra en la basura de la selva y en lugares sucios. Es un espíritu peligroso, por lo que se representa con zapatos o botas.
- Mictlan Tropa Ehécatl (del náhuatl: Miktlan Tropah Ehekatl ‘viento de horda del inframundo’): Proviene del Miktlan, aunque es de color rojo, por lo que está asociado al Ilwikaktli. Es del sol, pero ahora vive en el inframundo. Su tlatektli muestra que viste con sombrero, jorongo y botas.
- Tónal Ehécatl: Originario del sol, representado con cuernos de animales, que lo vinculan al diablo (Tlahuelíloc), una corona, un traje de espinas y zapatos o botas.
- Xochiehécatl: Es del cielo, pero vive en las montañas y el bosque.

#### Negros
- Tlalli Ehécatl (del náhuatl: Tlalli Ehekatl ‘viento de la tierra’): Originario de la tierra, ataca a los niños en el mediodía para enfermarlos.
- Tlalli Ehécatl: Trabaja para el diablo y es representado con cuernos, simbolizando que posee el temperamento de un toro.
- Tecácual Ehécatl: Sirve al diablo y lo acompaña en busca de víctimas. Puede liberarse al aire cuando una persona pierde los estribos. Vive en las ruinas prehispánicas, las cuales son vistas como portales entre la tierra y el inframundo, además de la morada del diablo. Porta un traje de conchas de moluscos de agua dulce.
- Xochiehécatl: Suele atacar a personas que se encuentran en un estado débil y de susceptibilidad, como los niños o las personas asustadas.

#### Morados / rosados
- Tlachichi Ehécatl (del náhuatl: Tlachichi Ehekatl ‘viento de succión’): Ataca bebés en lactancia. Es atraído por el chisme y la palabrería. Es un espíritu hembra.

- Tlecate Ehécatl (del náhuatl: Tlakatekolotl Ehekatl ‘viento del hombre búho’): Viene de la tierra y vive dentro de roca sólida. Se siente atríado cuando las mujeres chismean. Porta una corona y cuernos de animal, además de un sombrero de mujer.
- Xochiehécatl: Enferma a la gente y tiene temperamento de toro.
- Xochiehécatl: Tiene un peligroso temperamento, por eso es representado con cuernos de animal.

#### Azules
- Apantlazolli Ehécatl (del náhuatl: Apantlahsolli Ehekatl ‘viento de suciedad del agua’): Sirve al diablo y ataca a sus víctimas al mediodía. Se encuentra en la suciedad que hay en la superficie del agua.
- Xochiehécatl: Se dedica a atacar personas que se están bañando.

#### Verdes
- Apantlazolli Ehécatl: Es causante de enfermedades y es un peligro para quien se acerca a los ríos, lagos y manantiales. Está cubierto de pelo enmarañado y sucio.
- Aixcutla Ehécatl (del náhuatl: Aixkotlan Ehekatl ‘viento de las aguas’): Causa enfermedades cuando entra en cuerpos de víctimas que se acercan al agua. Es un espíritu varón, pero se viste como mujer.
- Xochiehécatl: Es un espíritu de ocho cabezas que ataca al mediodía. En ciertos casos, la hora del día y la posición del sol pueden estimular a los causantes de enfermedades para que ataquen a las personas.

## Lugares
- Ilhuicactli
- Tlaltepactli
- Mictlan
- Citlalpan
- Cemanahuactli
- Postectitla
- Tzoahcalli
- Xochicoatepec

## Adaptaciones
- Las leyendas: el origen (2022): Basada primordialmente en los personajes creados por Ricardo Arnaiz, pero algunos elementos están basados en estos mitos.
- La leyenda de los Chaneques (2023): Es la sequela de Las leyendas: el origen, y está basada en los Chaneques, entidades sobrenaturales de la Mitología nahua que toman la forma de niños.